# Авдіївська (Вологодська область)
Авдіївська — присілок в Череповецькому районі Вологодської області.
Входить до складу Яргомзького сільського поселення, з точки зору адміністративно-територіального поділу — в Яргомзькій сільраді.
Відстань по автодорозі до районного центру Череповця — 24 км, до центру муніципального утворення Ботово — 10 км. Найближчі населені пункти — Енюково, Рамен'є, Мар'їнське.
Згідно з переписом 2002 року населення — 14 осіб.